# Una peccatrice
Una peccatrice è un romanzo di Giovanni Verga pubblicato nel 1866 a Torino dall'editore Negro.

## Trama
Pietro Brusio, un giovane di Catania, studente di legge con ambizioni letterarie, si innamora di una donna incontrata casualmente durante una passeggiata ai giardini pubblici della città.
La donna si chiama Narcisa Valderi ed è la moglie del conte di Prato, e non sembra accettare la corte assidua del giovane che, desideroso di riscattarsi, compone in breve tempo un dramma, il Gilberto, che lo rende subito celebre.

Grazie alla notorietà ottenuta riesce a conquistare la donna, che si innamora perdutamente di lui. Ma dopo un periodo assai breve di grande felicità ed esaltazione Narcisa, resasi conto che il giovane inizia a stancarsi del suo ossessivo e sfrenato amore, decide di suicidarsi: si avvelena e muore in una villa di Acicastello dopo aver ascoltato un valzer (Il Bacio di Luigi Arditi) stretta al corpo di Pietro. Quest'ultimo, scioccato dal gesto estremo della donna, trascorrerà mediocremente il resto dei suoi giorni al suo paese natale scrivendo qualche verso per gli onomastici dei suoi parenti: 

## La critica
- «Pietro e Narcisa sono così i primi vinti del mondo verghiano, né mancano nel romanzo precorrimenti veristici.»[2]
- «L'opera è in gran parte autobiografica. Emerge tuttavia in essa l'esigenza della narrazione staccata e impersonale che lo scrittore stesso enuncerà in seguito come la propria linea programmatica.»[3]

## Edizioni
- Giovanni Verga, Una peccatrice, La Fenice, 2006  [1865], ISBN 88-88596-03-8.
- Giovanni Verga, Una peccatrice, Edizioni Croce, 2014, Monica Cristina Storini (a cura di) ISBN 978-88-6402-201-7